# Phymatosorus biseriatus
Phymatosorus biseriatus är en stensöteväxtart som beskrevs av Bosman. Phymatosorus biseriatus ingår i släktet Phymatosorus och familjen Polypodiaceae. Inga underarter finns listade.